# Crkva Domino u Dubrovniku
Crkva Domino (Svi sveti), zaštićeno kulturno dobro u Dubrovniku.

## Opis dobra
Smještena je u središnjem dijelu povijesne jezgre, inkorporirana u pravokutni stambeni blok. Posvećena Svima svetima, u narodu zvana Domino. Pisani je dokumenti navode 1272. godine i to u kodifikaciji Statuta, a polazna je točka regulacije ovog predjela i planirano križište glavnih komunikacija srednjovjekovnog grada. Crkva je porušena u potresu 1667., a obnovljena 1675. – 1709. Unutrašnjost je barokizirana. Bila je sjedištem bratovština zidara i cipelara.Longitudinalna, kamena jednobrodna građevina pravilne orijentacije, kamenom opločene podnice ispod koje je veliki prostor kripte. Jednostavnog oblikovanja, s portalom u osi, rozetom i kamenom preslicom sa zvonom. Crkva je u kultu.

## Zaštita
Pod oznakom Z-6170 zavedena je kao nepokretno kulturno dobro – pojedinačno, pravna statusa zaštićena kulturnog dobra, klasificiranog kao sakralna graditeljska baština.